# Stuart Maxheimer
Stuart Maxheimer ist ein US-amerikanischer Schauspieler und Komiker.

## Leben
Nach seinem Abschluss in Finanz- und Bankwesen an der University of Missouri arbeitete Maxheimer als Finanzberater in einer Firma im US-Bundesstaat Florida. Er debütierte 2020 in einer Episode der Fernsehserie Loud Voices, Silent Streets als Schauspieler und war in der Folge in mehreren Kurzfilmproduktionen zu sehen. 2021 spielte er in Melt on This erstmals in einem Spielfilm mit. Im selben Jahr war er unter anderen in der Fernsehserie Relationships in vier Episoden als Clyde Daniels zu sehen. Außerdem spielte er mit der Rolle des Brad eine der männlichen Hauptrollen im Horrorfilm The Girl in Cabin 13: A Psychological Horror. Im Folgejahr verkörperte er im Fantasyfilm Fable die größere Rolle des Mr. Walter. 2023 stellte er im Tierhorrorfilm Methgator die Rolle des Deputy Farmer dar.
Als Komiker tourte er mit seinem Programm „I Said – You Said“ durch die USA.

## Filmografie (Auswahl)
- 2020: Loud Voices, Silent Streets (Fernsehserie, Episode 1x101)
- 2020: Zoom Dating (Kurzfilm)
- 2020: Ångest (Kurzfilm)
- 2020: Fruitcake (Kurzfilm)
- 2021: My Name Is Happy? (Happiness Film Project)
- 2021: The Mediation Files (Fernsehserie, Episode 2x04)
- 2021: Tu-Too Breaks Free (Kurzfilm)
- 2021: Mother (Kurzfilm)
- 2021: Once Upon A Crime: Hansel and Ghetto (Kurzfilm)
- 2021: Hook Up Fuck Up (Podcastserie, Episode 1x01)
- 2021: Virtual Love in Lockdown (Fernsehserie, Episode 1x04)
- 2021: Methodical (Kurzfilm)
- 2021: TikTok Famous (Fernsehserie)
- 2021: Melt on This
- 2021: Our First Time (Kurzfilm)
- 2021: Elmer’s Ville (Kurzfilm)
- 2021: Pretty Little Warriors: Lana (Kurzfilm)
- 2021: Hartley (Fernsehserie, Episode 1x04)
- 2021: Relationships (Fernsehserie, 4 Episoden)
- 2021: The Girl in Cabin 13: A Psychological Horror
- 2022: Verflucht – Übersinnlich und unerklärlich (A Haunting, Fernsehserie, Episode 11x08)
- 2022: DOA at the PTA (Fernsehfilm)
- 2022: Fable
- 2022: Bitten (Kurzfilm)
- 2022: Time Bomb (Kurzfilm)
- 2022: Ashes (Podcastserie)
- 2022–2023: Groupie: The Blueprint of a Self Made Millionaire (Fernsehserie, 2 Episoden)
- 2023: Figments (Kurzfilm)
- 2023: Methgator
- 2023: A Look in the Rear View
- 2023: August (Kurzfilm)
- 2024: A Cold Grave
- 2024: Bottom of a Glass Blues

## Theater (Auswahl)
- Murder Mystery Dinner Theater, Dinner Detective
- Arcadia, Loud Voice Silent Streets
- NOT Muppet Classic Theater, Jingle Productions